# Judith Blegen
Judith Blegen   (Lexington, 27 d'abril de 1941) és una soprano nord-americana, particularment associada a papers lírics lleugers dels repertoris francès, italià i alemany.

## Vida i carrera
Blegen va assistir a l'escola secundària a Missoula vila on va créixer, Montana, període durant el qual va començar les classes de veu amb John L. Lester, cap del departament de veu de la Universitat de Montana. Va estudiar primer el violí amb Toshiya Eto, i més tard la veu al Curtis Institute of Music de Filadèlfia amb Eufemia Giannini-Gregory. El 1962 va assistir a l'Acadèmia de Música d'Occident on va estudiar amb Martial Singher. A Roma va estudiar amb Luigi Ricci. Va fer el seu debut operístic a Nuremberg, Alemanya, com Olympia a Les Contes d'Hoffmann, el 1965, on posteriorment va cantar Lucia, Susanna i Zerbinetta. El mateix any, va aparèixer a Spoleto, Itàlia, com a Mélisande a Pelléas et Mélisande.
Va debutar a l'Òpera Estatal de Viena, com a Rosina a El barber de Sevilla, el 1968, i l'any següent va aparèixer a l'Òpera de Santa Fe, com a Emily a l'estrena de Help, Help, the Globolinks de Gian Carlo Menotti paper que l'obliga a cantar i tocar el violí. El seu debut a l'Òpera Metropolitana de Nova York va tenir lloc el 19 de gener de 1970, com a Papagena a La flauta màgica. Va cantar allà més de 200 representacions de 19 papers, inclosos Marzelline, Zerlina, Susana, Nanetta, Sophie, Melisande, Adina, Gilda, Oscar, Juliette, Blondchen, Gretel i Adele. Va debutar al London Opera House de Londres, el 1975, i al Palais Garnier de París, el 1977.
Als anys setanta, Blegen va aparèixer amb freqüència a The Tonight Show, protagonitzada per Johnny Carson, on va interpretar la cançó de Nadal, O Holy Night. Cantant amb una veu radiant, una música elegant i una presència escènica encantadora, Blegen es va retirar el 1991. Està casada amb el violinista i concertmeister de la Metropolitan Opera Raymond Gniewek.
Ha rebut el premi de les arts del governador de Montana el 1983.